# Liankang Kangri
Liangkang Kangri (también conocido como Gangkhar Puensum North  y Liankang Kangri [cita requerida]) es un pico de montaña en el Himalaya en la frontera entre Bután y China, así como en el extremo sureste del territorio reclamado por ambos países. El Liangkang Kangri tiene una altura de 7.535 metros. Al sur, una cresta conduce al Gangkhar Puensum de 7.570 metros a 2 kilómetros al sur-sureste. Debido a la baja altura del collado, de 234 metros, el Liangkang Kangri no se considera una montaña independiente. Hacia el oeste una cresta conduce al Chumhari Kang de 6.680 metros de altura. El Liangkanggletscher en el flanco noroeste y el Namsanggletscher en el flanco este del Liangkang Kangri forman la cabecera del Lhobrak Chhu, un río que forma el nacimiento del Kuri Chhu. El glaciar del flanco suroeste pertenece a la cuenca hidrográfica de Angde Chhu. 
La primera ascensión del Liankang Kangri [cita requerida] fue realizada por un grupo de 5 miembros encabezados por el alpinista japonés Kiyohiko Suzuki el 5 de mayo de 1999. Según ellos, el Liankang Kangri era la segunda montaña no escalada más alta del mundo, después del Gangkhar Puensum.